# Zwaardvaren
De zwaardvaren (Polystichum munitum) is een varen uit de niervarenfamilie (Dryopteridaceae). Het is een zeer algemene soort van het westen van Noord-Amerika, die omwille van zijn decoratieve bladen ook in Europa populair is als tuinplant.

## Naamgeving en etymologie
- Synoniem: Aspidium munitum Kaulfuss (1824), Dryopteris munita O. Ktze., Polystichum plumula Presl, Aetopteron munitum House, Nephrodium plumula Presl
- Engels: Common sword fern

De botanische naam Polystichum is een samenstelling van Oudgrieks πολύς, polus (= veel) en στίχος, stichos (= rij), wat waarschijnlijk slaat op de rijen van sporenhoopjes op de blaadjes van deze varen. De soortaanduiding munitum is afkomstig van het Latijn en betekent 'versterkt' of 'beschermd'.

## Kenmerken
De zwaardvaren is een overblijvende, winterharde terrestrische varen met een rechtopstaande wortelstok en in losse trechtervormige bundels geplaatste, tot 150 cm lange en 25 cm brede bladen. De bladsteel is ongeveer een vijfde zo lang als het blad, gegroefd, groen gekleurd, dicht bezet met roodbruine tot zwarte schubben, en bevatten vier of meer vaatbundels in een in doorsnede c-vormige tekening.
De bladen zijn lijnlancetvormig van vorm, eenmaal gedeeld, en glanzend donkergroen. Er is geen verschil tussen steriele en fertiele bladen. Er zijn tot 50 paar lancetvormige tot rechte bladslipjes, geoord aan de basis en met een scherpe, schuine punt, de bladranden gezaagd en genaald.
De sporendoosjes zijn rond en liggen in twee rijen tussen de middennerf en de bladrand aan de onderzijde van het blad. Jonge sporenhoopjes worden afgedekt door gewimperde dekvliesjes.

## Habitaten verspreiding
De zwaardvaren leeft voornamelijk als terrestrische varen op de bodem van naaldbossen en vochtige gemengde bossen in laaggelegen gebieden. Hij komt van nature voor en is zeer algemeen in het westen van Noord-Amerika, langs de Pacifische kust van Alaska in het noorden tot het zuiden van Californië en in het binnenland tot Brits-Columbia, Idaho en Montana. Er bestaan geïsoleerde populaties in South Dakota, Guadeloupe en in Mexico.
De soort komt in Europa verwilderd voor.

## Zwaardvaren in cultuur
Zwaardvarens worden in gematigde streken vaak in de tuin gebruikt omwille van zijn decoratieve bladen. Hij verkiest goed gedraineerde, zure bodems met humus en kleine stenen. Hij is bestand tegen onze wintertemperaturen.
... · 
P. acrostichoides · 
P. aculeatum (Stijve naaldvaren) · 
P. braunii · 
P. drepanum · 
P. falcinellum · 
P. lonchitis (Lansvaren) · 
P. munitum (Zwaardvaren) · 
P. setiferum (Zachte naaldvaren) · 
P. webbianum · 
P. woronowii · 
P. vestitum · 
...